# Sítio Histórico Nacional Marítimo de Salem
O Sítio Histórico Nacional Marítimo de Salem é um local histórico nacional consiste em 12 estruturas históricas, uma réplica de navio alto e cerca de 9 acres (36.000 m2) de terra ao longo da orla do Porto de Salem em Salem, Massachusetts. Salem Maritime é o primeiro Local histórico nacional estabelecido nos Estados Unidos (17 de março de 1938). Ele interpreta o Comércio Triangular durante o período colonial, em algodão, rum, açúcar e escravos; as ações dos corsários durante a Revolução Americana ; e o comércio marítimo global com o Extremo Oriente, após a independência. O Serviço Nacional de Parques administra o Local Histórico Nacional e um Centro Regional de Visitantes no centro de Salem. O Serviço de Parques Nacional (da sua sigla em inglês NPS) é uma agência do Departamento do Interior dos Estados Unidos dos Estados Unidos.
Em 2014, o Serviço Nacional de Parques, que administra o Sítio Histórico Nacional Marítimo de Salem, divulgou números e estatísticas para 2012: houve 756 038 visitantes em Salem que gastaram cerca de 40 milhões de dólares. O Serviço Nacional de Parques celebrou o 100.º aniversário em 2016.

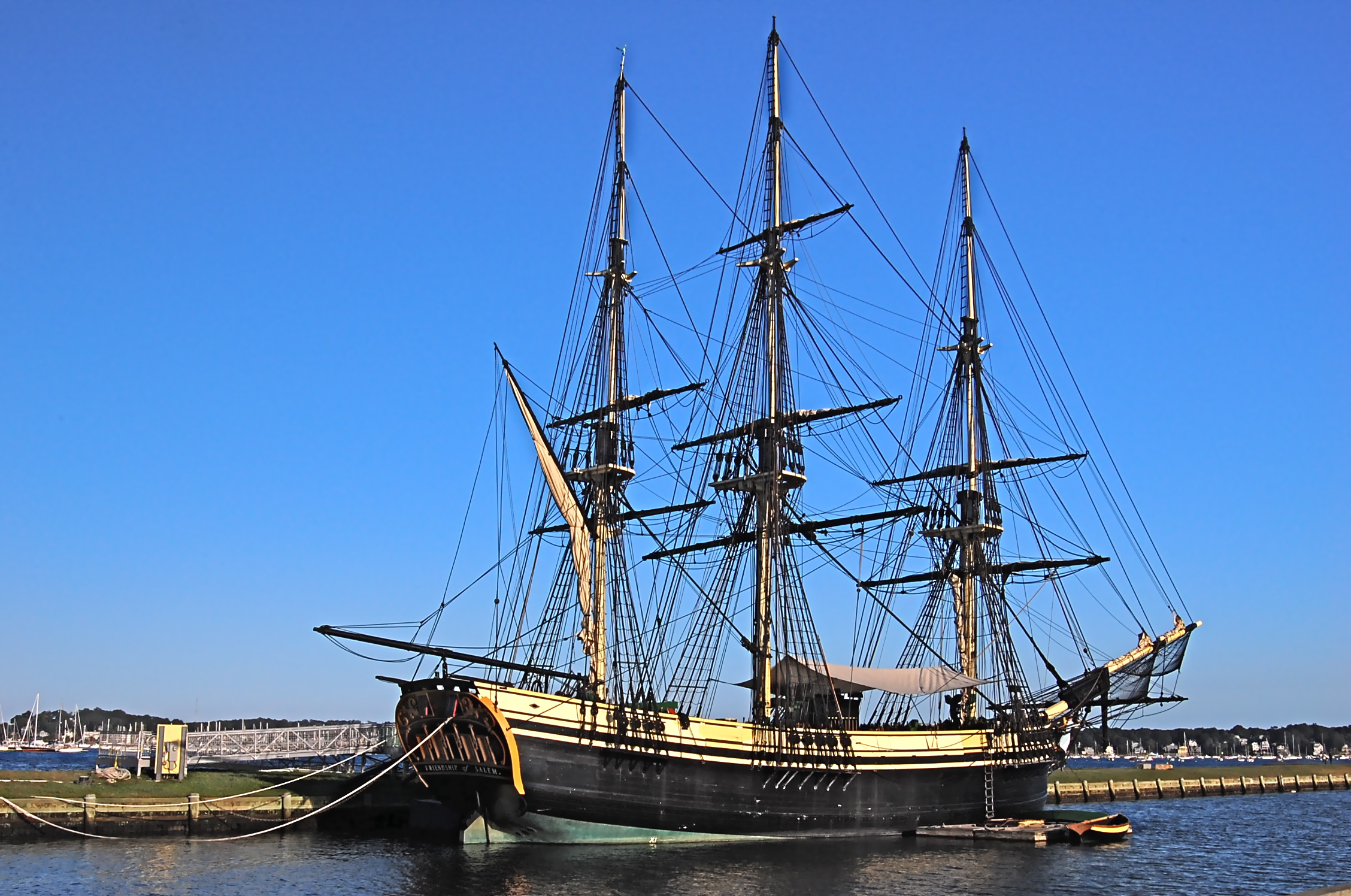
A réplica do Friendship atracou na Derby Street

## Propriedades
O site preserva e interpreta vários recursos marítimos na forma de artefactos, coleções e estruturas, incluindo :
- Derby House (1762) - construída em 1762 pelo Capitão Richard Derby como presente de casamento para seu filho Elias Hasket Derby, um belo exemplo da arquitetura georgiana.[6] Derby foi o primeiro milionário do Novo Mundo.
- Derby Wharf (1762, estendido 1806) - o cais mais longo de Salem (quase 1/2 milha). Quando em uso ativo, era repleto de armazéns de mercadorias de todo o mundo. O Derby Wharf Light (1871) permanece no final do cais.
- Friendship of Salem - uma réplica de um East Indiaman de 1797; o novo navio foi construído no Estaleiro Scarano Brothers em Albany, Nova Iorque, em 2000 e é operado como um navio-museu. O Friendship original fez 15 viagens durante a sua carreira: para Batávia, Índia, China, América do Sul, Caribe, Inglaterra, Alemanha, Mediterrâneo e Rússia. Ela foi capturada como prémio da Guerra de 1812 pelos britânicos em setembro de 1812.
- Hawkes House (1780, 1800) - projetada pelo famoso arquiteto de Salem, Samuel McIntire, a construção foi iniciada em 1780. O edifício inacabado foi comprado e concluído por volta de 1800 por Benjamin Hawkes.
- Narbonne House (1675) - A parte da casa com o telhado pontiagudo foi construída pelo açougueiro Thomas Ives, que mais tarde acrescentou um alpendre na parte sul e um alpendre de cozinha nas traseiras. Por volta de 1740, o alpendre do sul foi substituído pela adição de hoje com telhado de madeira. De 1750 a 1780, a casa foi propriedade do capitão Joseph Hodges, e em 1780 a casa foi comprada pelo curtidor de peles Jonathan Andrew. A casa foi habitada por descendentes da família Andrew de 1780 a 1964, quando foi vendida ao Serviço Nacional de Parques.[7]
- Pedrick Store House, um prédio de três andares, construído por volta de 1770, é um equipamento histórico e um loft de vela, que foi transferido para o Sítio Histórico Nacional Marítimo de Salem de Marblehead, MA em 2007.[8][9]
- Casa Alfândega de Salem (1819) - a 13ª Alfândega de Salem; o primeiro foi construído em 1649. Foram recolhidos impostos sobre as cargas importadas.[10] Nathaniel Hawthorne escreveu sobre a águia no topo da Alfândega em seu romance The Scarlet Letter. A águia foi esculpida pelo entalhador e marceneiro Joseph True. Outras obras suas estão no Museu Peabody Essex em Salem.
- St. Joseph Hall (1909) - Casa original da The St. Joseph Society (1897), uma sociedade fraterna fundada por imigrantes polacos. O primeiro andar era um espaço comercial que poderia ser alugado para fornecer uma renda para o sustento do edifício. O grande salão no segundo andar foi o local de centenas de casamentos, danças, peças e outros eventos sociais na comunidade polaca, que se expandiram rapidamente na onda de imigração do final do século XIX e início do século XX. No último andar, a Sociedade construiu vários apartamentos para abrigar novos imigrantes até que eles pudessem se instalar definitivamente. O prédio agora serve como sede do parque.
- Loja de mercadorias das Índias Ocidentais (1804) - Construída pelo Capitão Henry Prince por volta de 1804 e provavelmente foi usada pela primeira vez como um depósito, onde o Príncipe guardava mercadorias importadas das Índias Orientais, como pimenta, café, peles de búfalo e cascas de tartaruga. Em 1836, Charles Dexter tinha uma loja neste edifício. Foi um dos muitos que atendeu às necessidades das famílias de Salem com a venda de velas, óleos, roupas, latão e vidros. Além de estocar alimentos em geral, como grãos, queijo, feijão e até rum, a loja atraiu clientes com muitos produtos importados e luxos da Europa, Ásia e África. A loja continuou a operar como um espaço de comércio ao longo do século XIX. Ocupantes posteriores incluíam pintores, uma tabacaria e um comerciante de vinhos e bebidas alcoólicas.

## Galeria

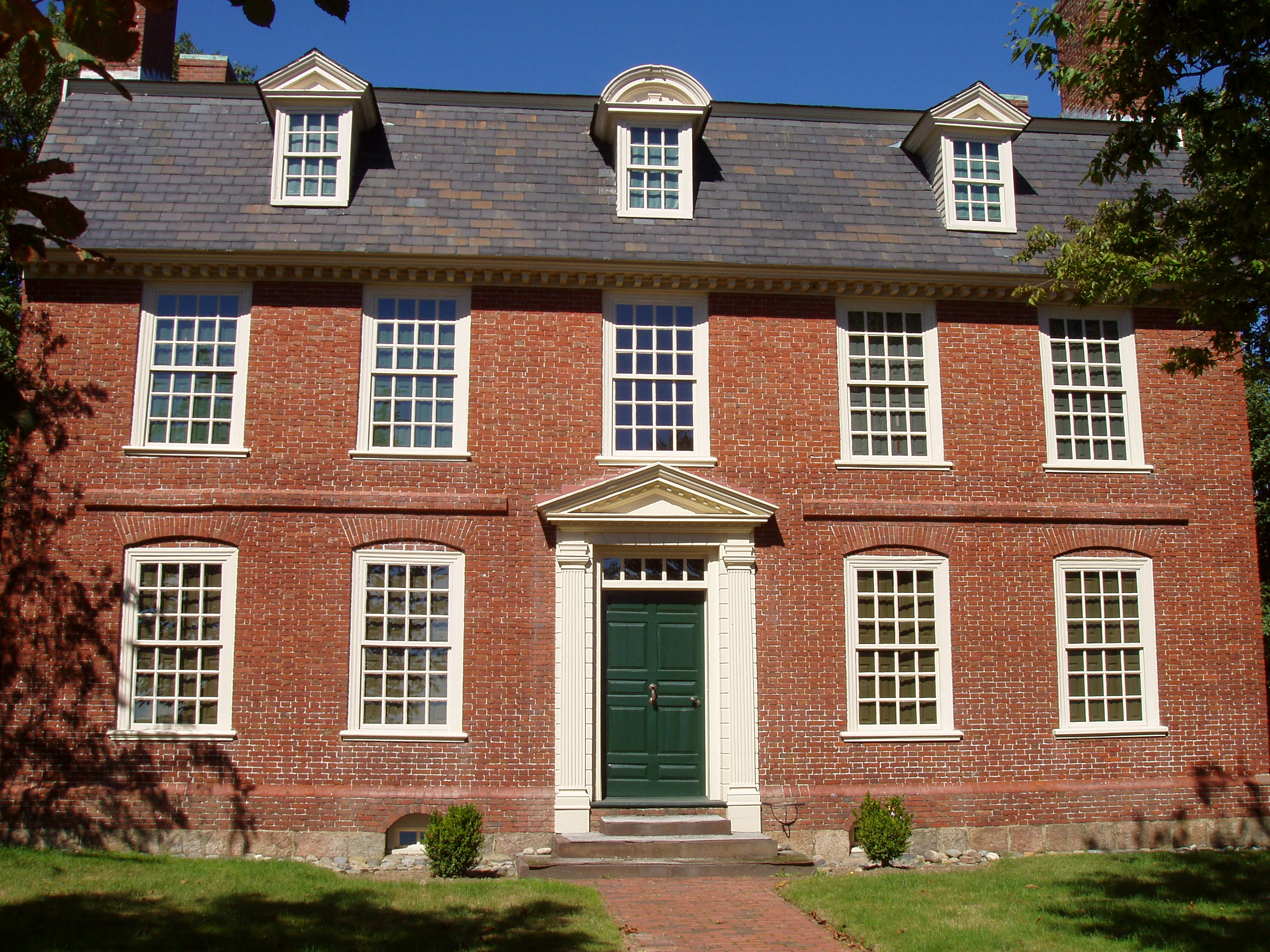
Casa Derby
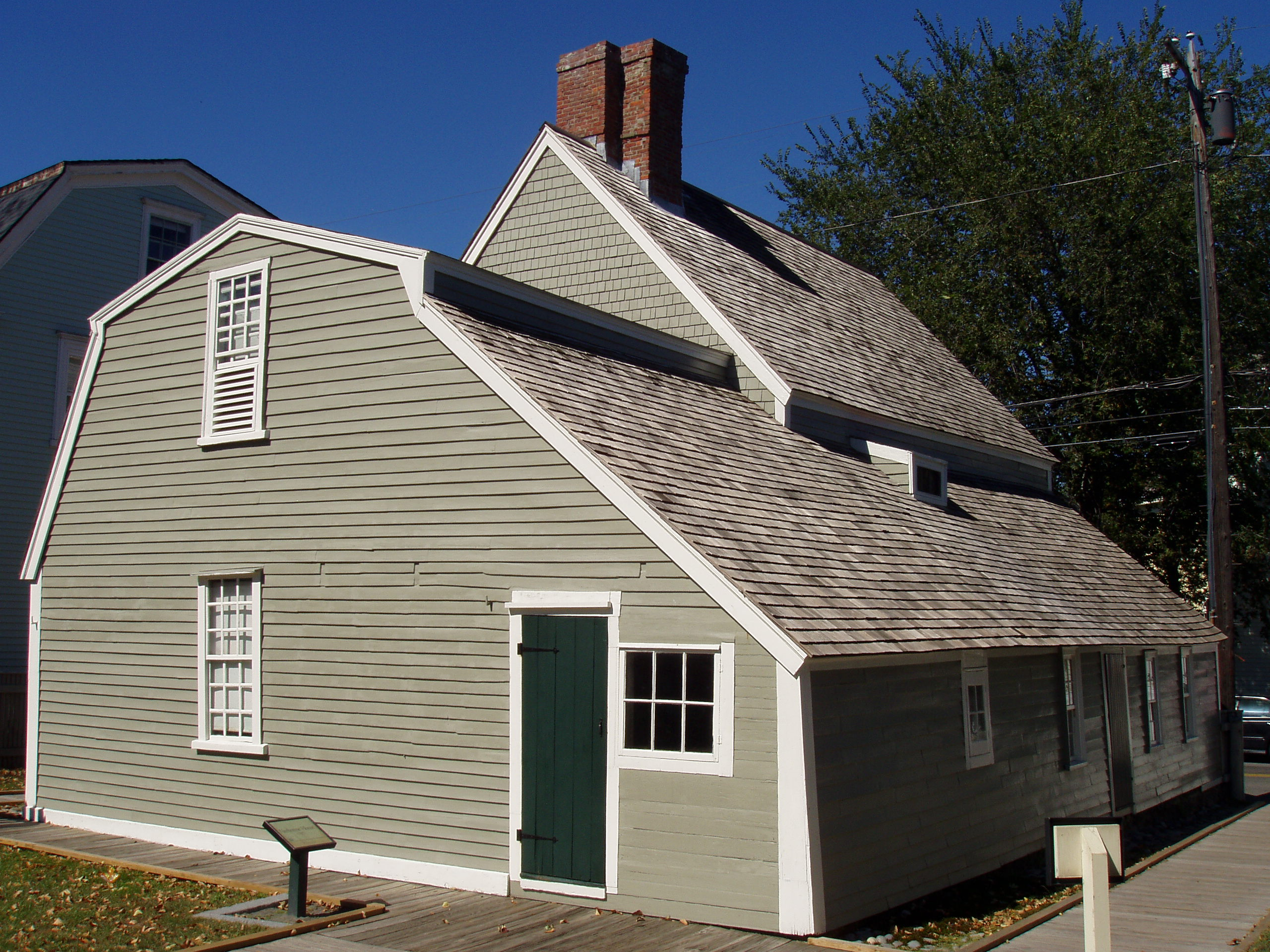
Casa Narbonne
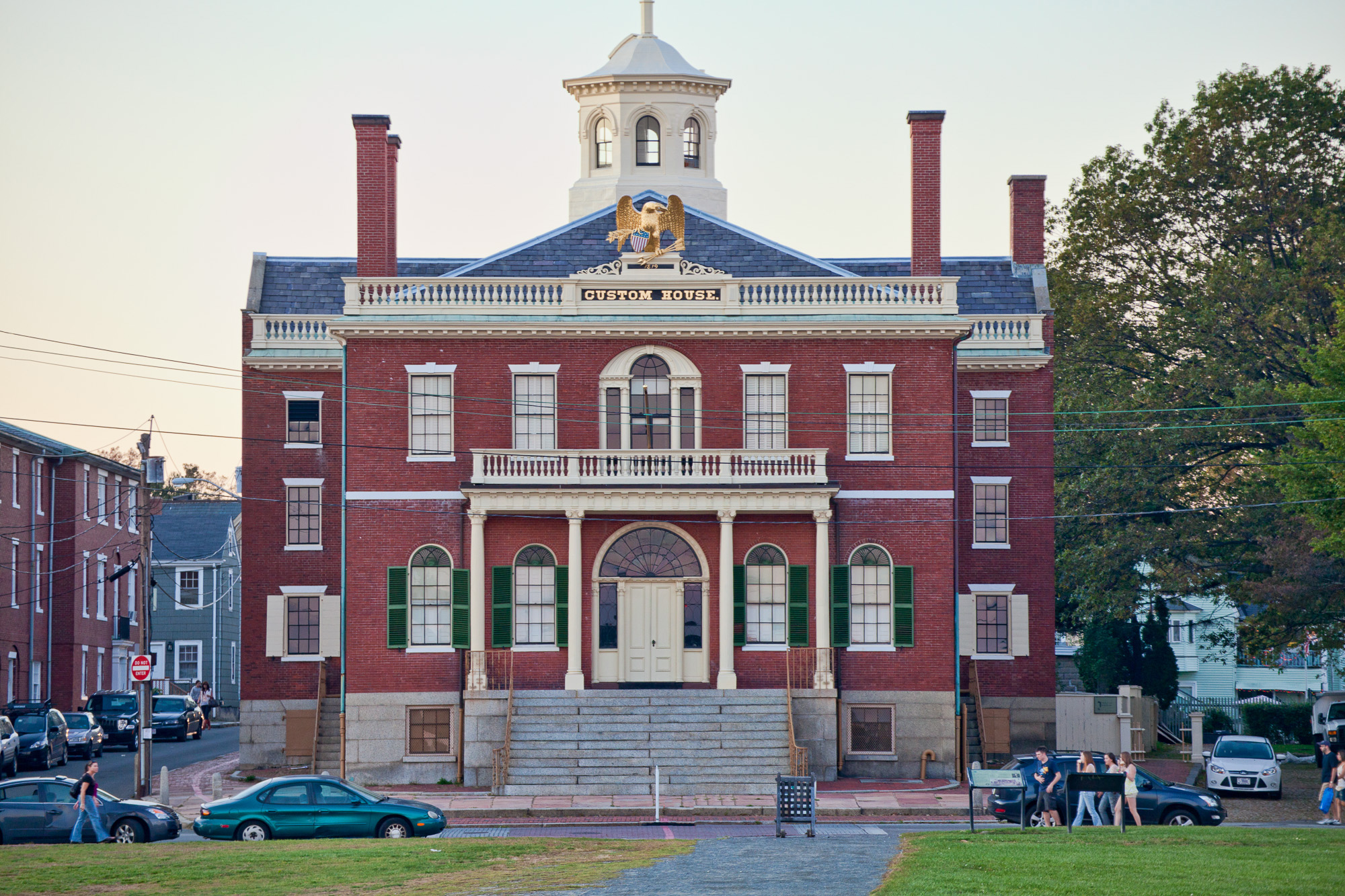
Casa da Alfândega
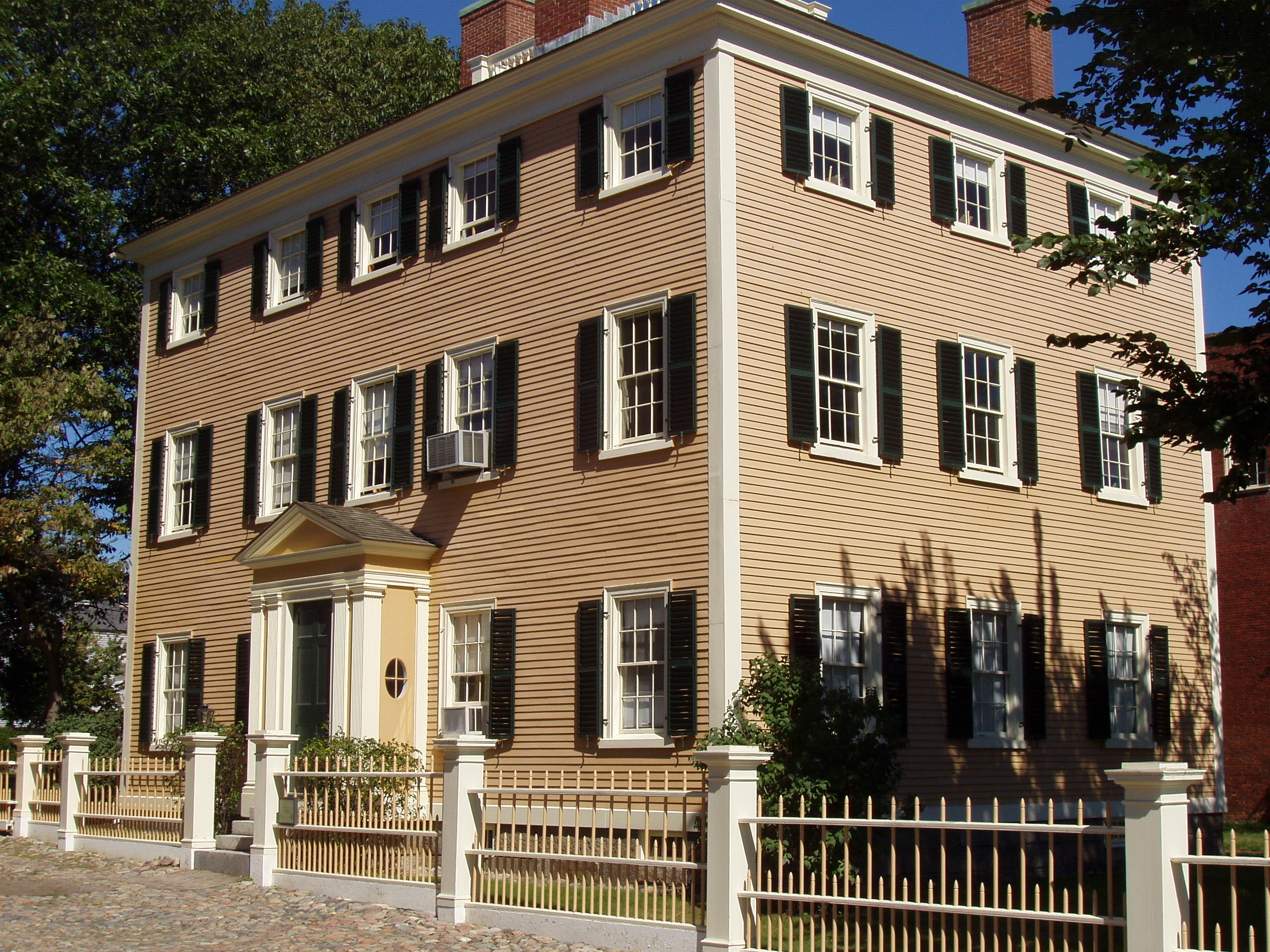
Casa Hawkes
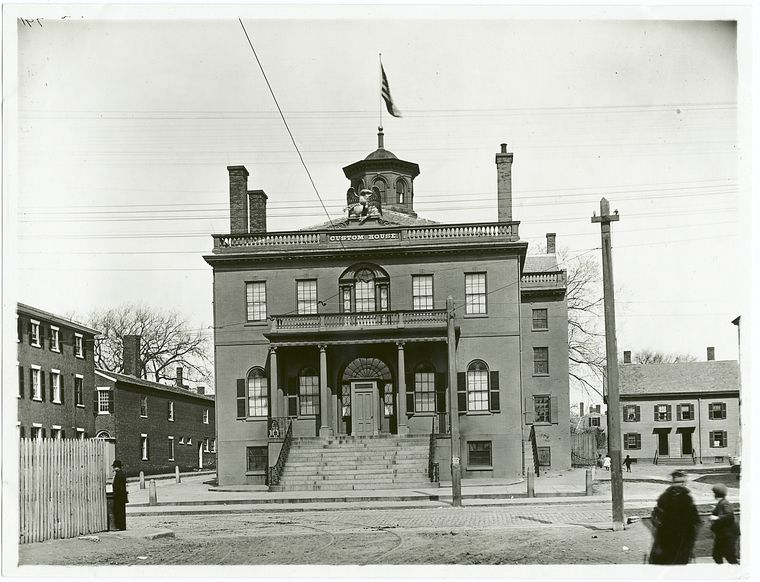
Casa da Alfândega, ca. 1880
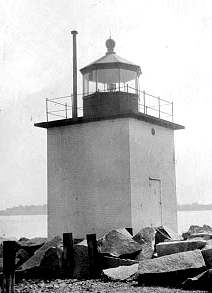
Farol de Derby Wharf
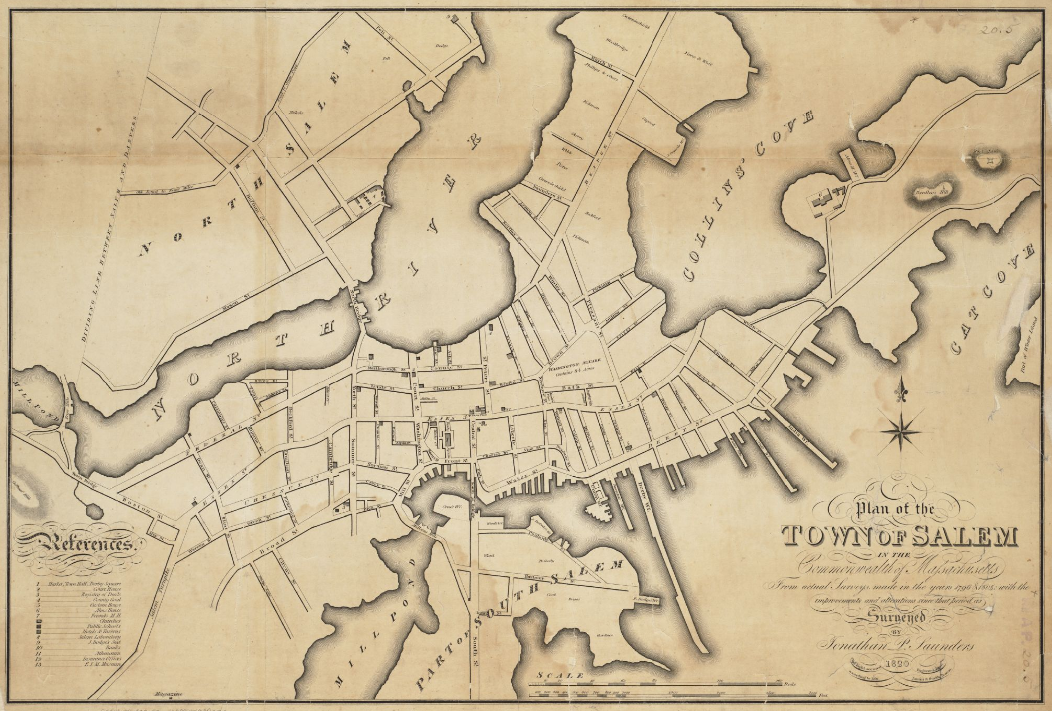
Salem - 1820
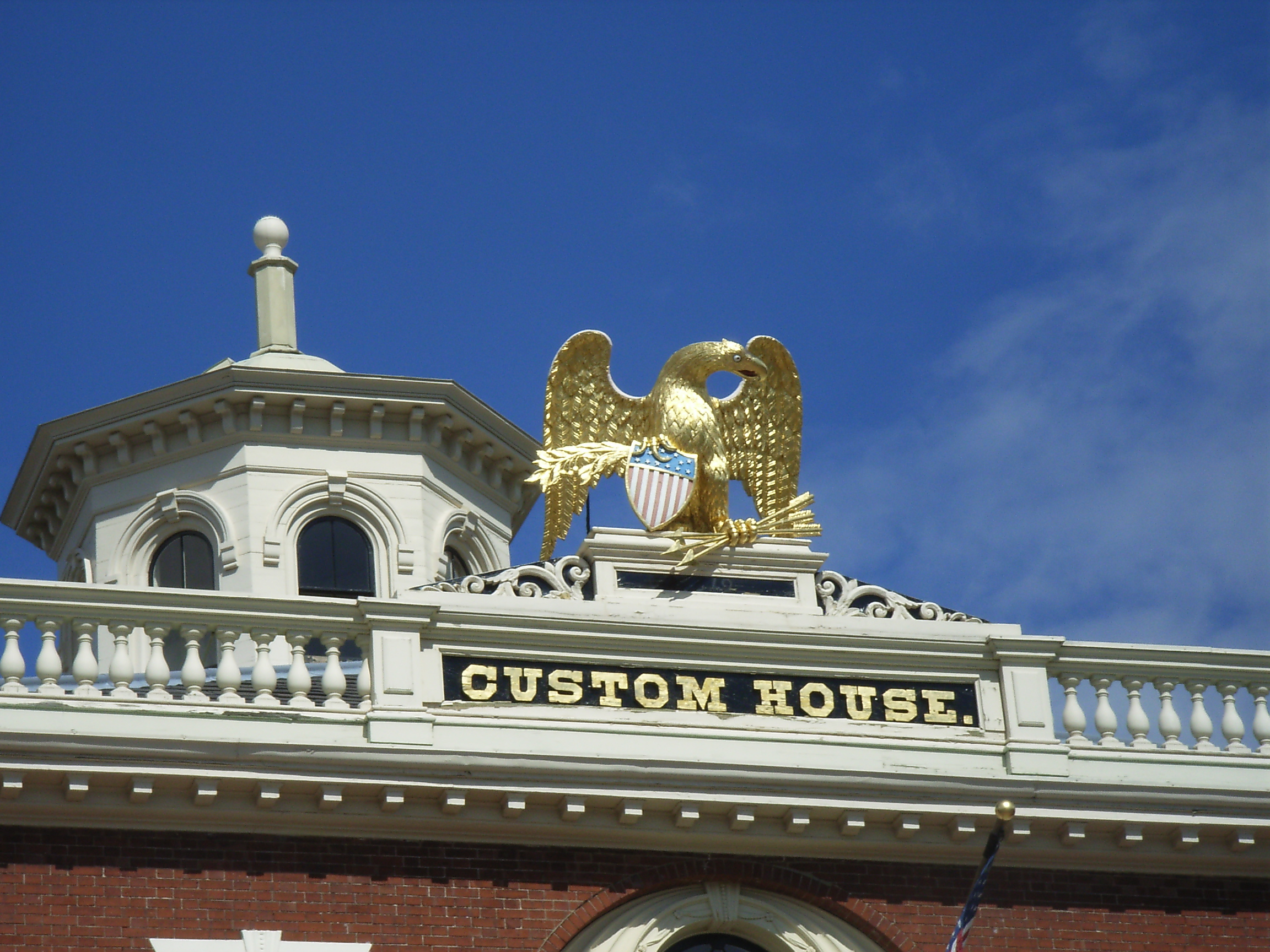
Águia no topo da Alfândega
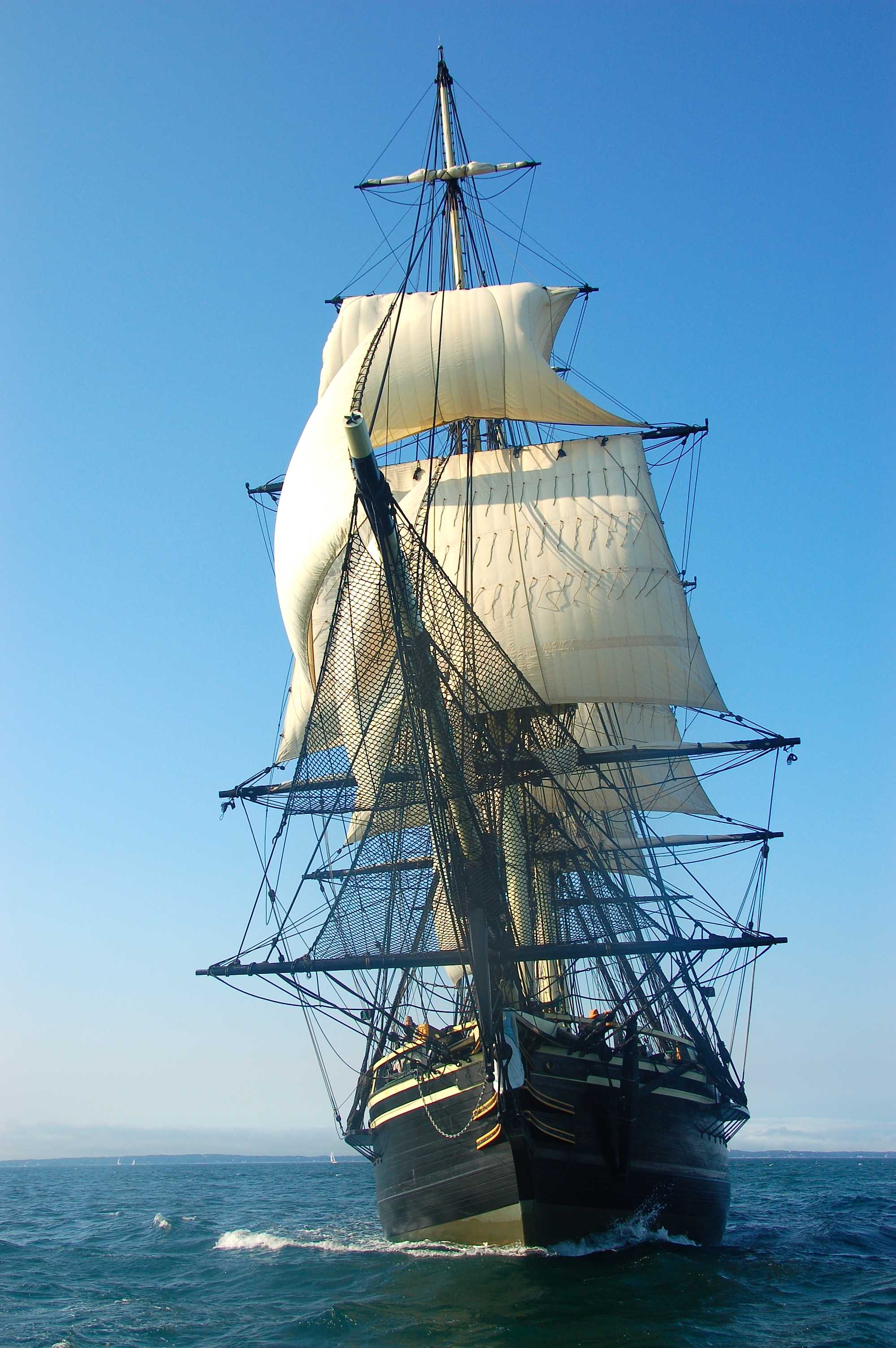
Friendship of Salem
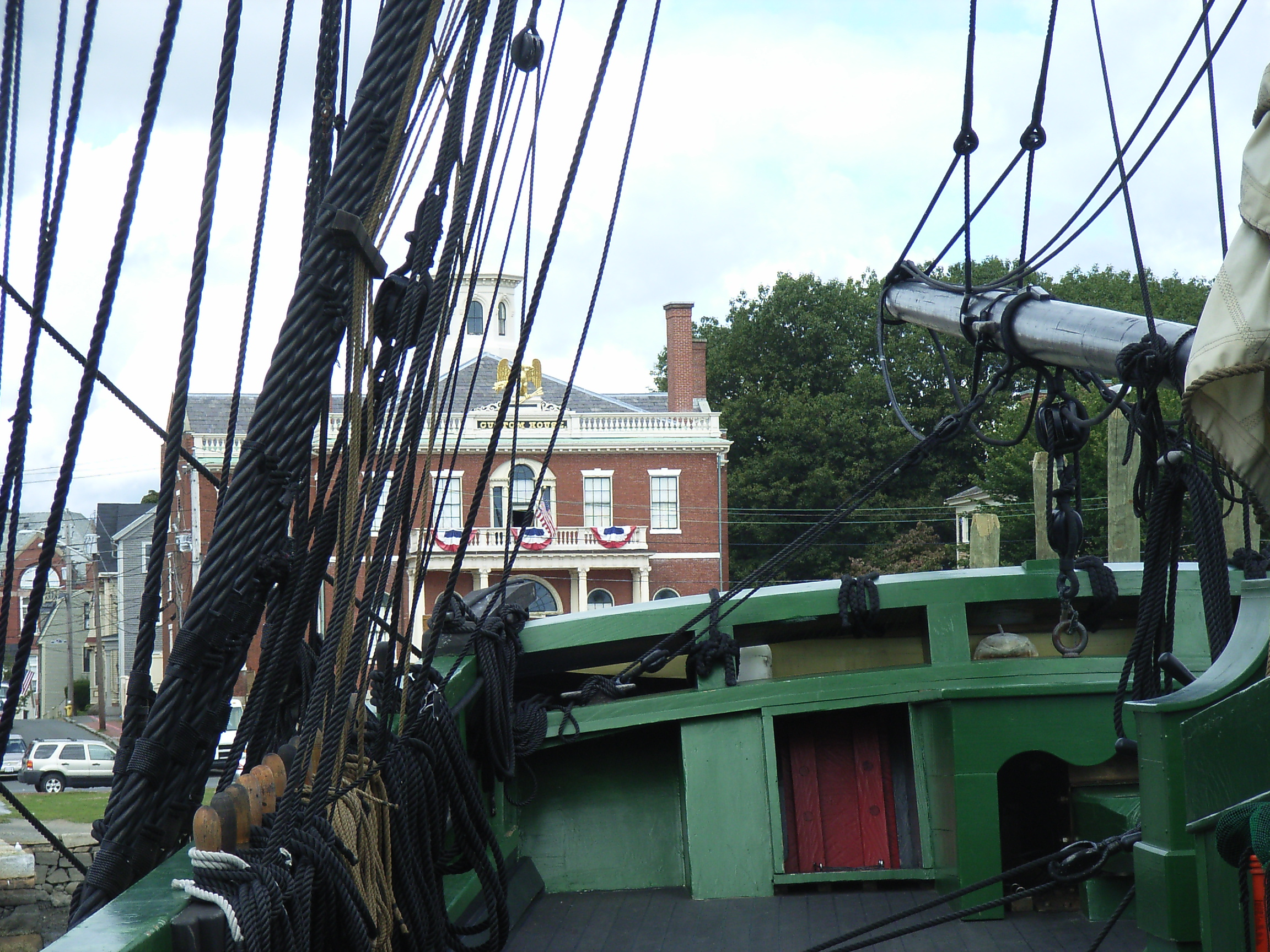
Alfândega vista do convés da Friendship of Salem

## Áreas históricas adjacentes
A uma curta caminhada do Sítio Histórico Nacional Marítimo de Salem estão o Chestnut Street District, Federal Street District, Downtown Salem District, Bridge Street Neck Historic District, Charter Street Historic District, Crombie Street District, Derby Waterfront District, Essex Institute Historic District, Salem Willows Distrito histórico e o distrito histórico comum de Salem.

## Ver também

Salem Maritime National Historic Site - administrado pelo National Park Service, que também administra os parques nacionais dos Estados Unidos A agência foi criada em 25 de agosto de 1916 pelo Congresso por meio do National Park Service Organic Act.